# Mesoprionus besikanus
Mesoprionus besikanus là một loài bọ cánh cứng trong họ Cerambycidae.